# Bracon twaitsii
Bracon twaitsii är en stekelart som beskrevs av Cameron 1910. Bracon twaitsii ingår i släktet Bracon och familjen bracksteklar. Inga underarter finns listade.